# Språngben
För andra betydelser av "talus" se Talus.

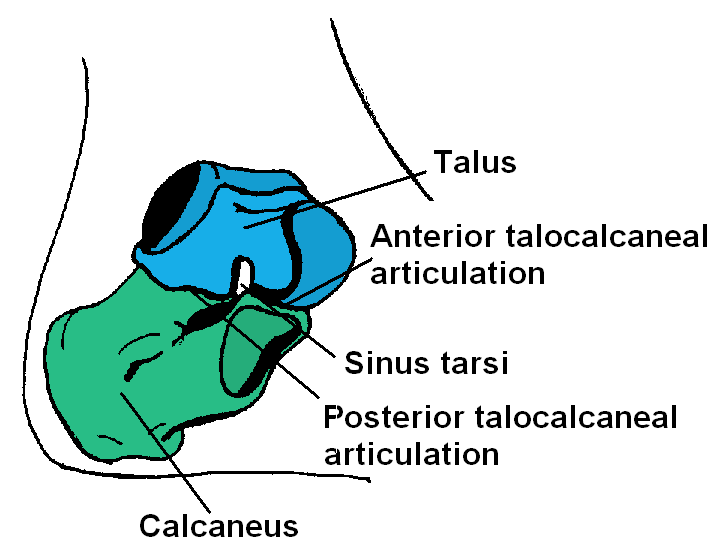
Språngben (blått) och hälben (grönt).
Illustration: Beth ohara. (GFDL)

Språngben (latin: talus, i zoologisk litteratur ofta astragalus) är ett ben i foten (pes) hos däggdjur.
Hos människan är språngbenet det näst största av fotrotsbenen (ossa tarsi) och utgör den centrala, övre delen av fotroten (tarsus). Språngbenet stödjer det ovanliggande skenbenet (tibia) och vilar själv mot det underliggande hälbenet (calcaneus). 
Språngbenet ledar mot fyra ben:
1. Skenbenet (tibia)
2. Vadbenet (fibula)
3. Hälbenet (calcaneus)
4. Båtbenet (naviculare)

Språngbenet består av en kropp (corpus tali), en hals (collum tali) och ett huvud (caput tali).

## Kroppen

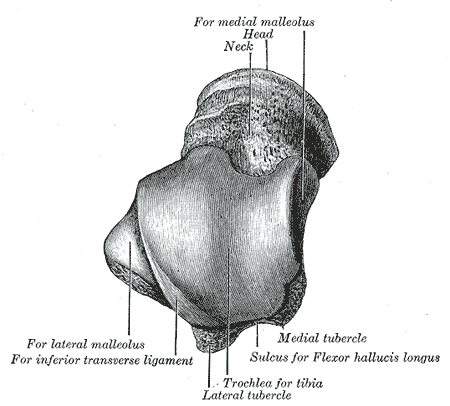
Vänster språngben ovanifrån.
Illustrationer: Gray's Anatomy, 1918. (PD)

### Översidan
Baktill på ovansidan finns en slät ledyta, troklea (trochlea tali , "trissa", "spole"), som ledar mot skenbenet. Troklean är bredare framtill än baktill och försedd med en sagittal styrfåra. Ledytan är sagittalt konvex, omkring 160°, och något konkav sidledes. 
Medialt och lateralt (sidledes utåt respektive inåt) övergår troklea i sidoytor som ledar mot den yttre respektive inre fotknölen (malleolus lateralis et medialis). Den laterala sidoytan bildar ett utskott, processus lateralis tali. 
Framtill övergår troklean i halsens översida.

### Undersidan

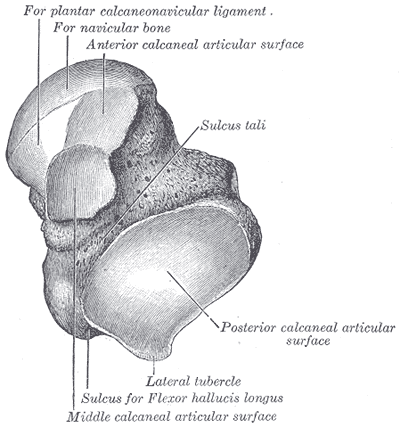
Vänster språngben underifrån.
Illustrationer: Gray's Anatomy, 1918. (PD)

På kroppens undersida finns två släta områden åtskiljda av en mellanliggande fördjupning, sulcus tali. Den sträcker sig diagonalt över undersidan, är bredast framtill och bildar tillsammans med en motsvarande fördjupning på hälbenets ovansida en kanal, sinus tarsi, som används av lig. talocalcaneus interosseus.
Den stora, bakre ledytan, facies articularis calcanea posterior, har formen av en avlång oval vars långa axel är djupt konkav och riktad lateralt framåt (ca 45° mot medianplanet). Ytan ledar mot en motsvarande fasett på hälbenets ovansida.
Framför sulcus finns två plan-konvexa ledytor. Den mellersta, facies articularis calcanea media är oval, lätt konvex och ledar mot hälbenet. Den främre, facies articularis navicularis, ledar mot båtbenet (navicular) och övergår i benets huvud.

### Medialsidan

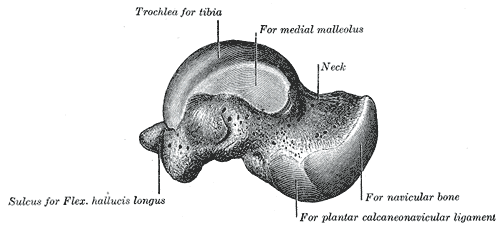
Vänster språngbens insida.
Illustrationer: Gray's Anatomy, 1918. (PD)

Upptill på den mediala ytan finns en päronformad ledfasett som artikulerar mot den inre fotknölen (malleolus medialis). Fasett övergår i troklea på ovansidan. 
Nedanför fasetten finns ett skrovligt område där de främre och bakre delarna av talokruralledens (art. talocruralis) mediala kollateralligament, lig. deltoideum, fäster.

### Lateralsidan

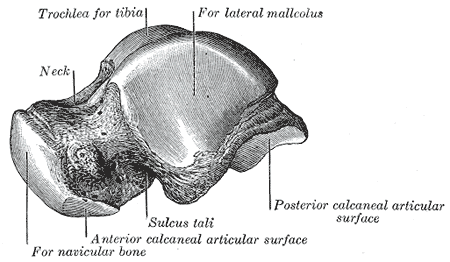
Vänster språngbens utsida.
Illustrationer: Gray's Anatomy, 1918. (PD)

På den laterala sida finns en stor triangelformad fasett. Den är vertikalt konkav och ledar mot den yttre fotknölen (malleolus lateralis). Upptill övergår fasetten i troklea. 
Framför den stora fasetten finns en skrovlig fördjupning där ett av de talofibulara ligamenten (lig. talofibulare anterius) har sitt distala fäste.
Mellan den bakre halvan av trokleans laterala kant och den bakre delen av vadbenets (fibula) ledyta finns ytterligare en triangulär fasett som vid flexion i fotleden (art. talocruralis) kommer i kontakt med ett av de tibiofibulara ligamenten. Nedanför denna fasett finns en fördjupning där lig. tibiofibulare fäster.

### Baksidan
Baksidan är smal och korsas av en fördjupning som sträcker sig medialt nedåt. Här fäster senan från m. flexor hallucis longus ("stortåns långa böjarmuskel"). På fördjupningens laterala sida finns en tuberkel ("liten knöl"), processus posterior tali, där lig. talofibulare posterius fäster. Tuberkeln kan ibland vara separerad från resten av benet och kallas då os trigonum. En mindre tuberkel finns på fördjupningens mediala sida.

## Halsen
Halsen utgör den smalare delen av benet mellan kroppen och det ovala huvudet. Den är riktad framåt och medialt. Dess skrovliga översida och laterala yta fäster flera ligament. Den konkava laterala ytan övergår nedtill i den fördjupning där lig. talocalcaneum interosseum fäster.

## Huvudet
Huvudet är riktat framåt och medialt. Det ledar mot båtbenet (os naviculare) med en oval, konvex ledyta. Under denna yta finns två fasetter. Den mediala placerad framför den mellersta undre ledytan, är konvex och triangulär och vilar mot lig. calcaneonaviculare. Den laterala, facies articularis anterior, är mer plan och artikulerar med en fasett på hälbenets ovansida.